# Georges Perec
Georges Perec (París, 7 de marzo de 1936-Ivry-sur-Seine, 3 de marzo de 1982) fue uno de los escritores más importantes de la literatura francesa del siglo XX. Su obra escrita incluye novelas, obras de teatro, poemas, ensayos, obras misceláneas, guiones, recopilaciones de artículos, libros ilustrados en colaboración con algunos pintores, juegos verbales y lingüísticos. También realizó incursiones en el cine y en la música. Fue miembro del grupo Oulipo desde 1967 hasta su muerte.
Su obra estuvo basada en la experimentación, en ciertas limitaciones formales como forma de creación, y en el explícito propósito de nunca repetir la misma idea en dos libros. Ha sido traducido a más de quince idiomas, pero no es un escritor leído por multitudes. Más bien, se le suele considerar un autor de culto.

## Biografía

### Infancia y adolescencia

Árbol genealógico de Perec. Entre paréntesis están los nombres que asumieron algunos para ocultar su identidad judía. La línea segmentada denota adopción.

Georges Perec fue el hijo único de Icek Judko Peretz (1910-1940) y Cyrla Szulewicz (1913-1943), una pareja perteneciente a una familia obrera de judíos polacos que habían emigrado a Francia en la década de los años veinte. Su abuelo paterno fue sobrino del escritor en yidis I. L. Peretz. Entre 1938 y 1939, sus padres tuvieron una segunda hija, que llamaron Irène pero que falleció a las pocas semanas de haber nacido.
En París vivió con sus padres en el n.º 24 de la rue Vilin, en el barrio de inmigrantes y judíos Belleville. Allí su madre tenía una peluquería y su padre se desenvolvía en distintos oficios. Sus abuelos y su tía Fanny posiblemente vivieron en el n.º 1 de la misma calle.
Comenzada la Segunda Guerra Mundial, su padre se alistó voluntariamente en el XII Regimiento Extranjero de Infantería (REI) del Ejército de Tierra Francés, murió en el frente el 16 de junio de 1940, seis días antes de que Francia firmara su rendición. En el otoño del año siguiente, dejó su casa de la calle Vilin, al conseguir su madre que lo enviaran a Villard-de-Lans, por entonces aún territorio seguro, en uno de los últimos trenes provistos por el convoy de la Cruz Roja. Cyrla cerró la peluquería y trabajó entre diciembre de 1941 y diciembre de 1942 como operaria de máquinas en la Compañía Industrial de Mecánica Relojera (Jaz). El 23 de enero de 1943, fue arrestada en París por la policía francesa y deportada al campo de concentración de Auschwitz el 11 de febrero de ese mismo año, falleció probablemnte en las cámaras de gas. Su hermana Soura y sus abuelos David Peretz y Aaron Schulevitz tampoco consiguieron huir de la persecución nazi y también fueron víctimas del Holocausto.
Georges fue recibido en Villard-de-Lans por sus tíos David Bienefeld y Esther Perec (hermana de su padre), quienes tenían dos hijas llamadas Bianca y Ela. En ese pueblo vivían refugiados alrededor de dos tercios de su familia adoptiva, aquellos que no habían emigrado a Estados Unidos. David trabajaba en bisutería y Esther en un comercio de alimentación, por lo que tenían mucho dinero. Por razones de seguridad, reemplazaron su apellido por la versión francesa «Perec», tal y como habían hecho anteriormente su tía y su padre. Georges no supo sino hasta varios años después su apellido real, hasta entonces creyó que su familia era bretona. El resto de la guerra lo pasó al cuidado de sus tíos, que en 1945 lo adoptaron formalmente.[cita requerida] «Jojo», como le llamaban familiarmente, fue internado primero durante unos meses en una pensión infantil en Les Frimas, muy cerca de su nueva familia, y luego estuvo dos años en el colegio Turenne, también llamado Clocher, un colegio católico y de varones, algo más alejado de Les Frimas, donde fue bautizado en 1943 y se mantuvo al margen de la cultura judía. Luego pensaron en llevarlo a Palestina con su tío León, pero finalmente, se fue a vivir con su abuela a un hogar en Lans, donde ésta, haciéndose pasar por muda, trabajó como cocinera, y Georges estudió en un colegio mucho más pequeño que el de Turenne. Tras la Liberación, regresó con su abuela a Villard-de-Lans, y luego se mudó donde Berthe y su adolescente hijo Henri, amigos de su familia adoptiva, al XVI Distrito de París, uno de los más ricos de la capital. A los ocho años estudió en una escuela municipal, desde 1946 en el liceo Claude-Bernard y en 1949, nuevamente como interno, ingresó al colegio Geoffroy-Saint-Hilaire de Étampes, a 48 km de París. También cursó breves estudios en la escuela literaria o de hypokhâgne en el prestigioso Lycée Henri IV.
Su pasión por la lectura, la escritura y los trucos mnemotécnicos comenzaron tempranamente, poco después de la Liberación. A los trece años ya había escrito una historia llamada «W», que pese a ser olvidada, le sirvió en su adultez para escribir W o el recuerdo de la infancia. A los dieciocho años, en Étampes, donde escribía y leía en abundancia, Perec ya tenía la convicción de que quería ser escritor, y en particular novelista, si bien también tuvo la intención en algún momento de convertirse en pintor.

### Estudios y juventud
Perec ingresó a La Sorbona para estudiar sociología. En 1954 quiso comenzar una carrera en paralelo en Historia, pero la abandonó dos años después. Pese a abandonar también la carrera de sociología, antes de dedicarse a su carrera literaria, alcanzó a trabajar brevemente como sociólogo teórico en el Centro Nacional para la Investigación Científica de Francia. A los 19 años de edad publicó su primera crítica literaria, en la revista La Nouvelle Revue Française. Desde entonces escribió con frecuencia ensayos y reseñas en prensa y otras revistas especializadas, incluyendo Les Lettres Nouvelles, dirigida por Maurice Nadeau, Partisans y Cause commune, entre otras.
En 1957 hizo una estancia en Yugoslavia y ese mismo año comenzó un nuevo proyecto de novela, que acabaría concretizándose en El Condotiero. Sin embargo, este proyecto se ve en parte obstaculizado por su servicio militar, que realiza en Idron entre enero de 1958 y diciembre de 1959 como miembro del XVIII Regimiento de Paracaidistas. Por estos años publicó artículos fuertemente políticos en las revistas Partisans y Cause commune, trabajó como director en el proyecto de la revista de teoría literaria La Ligne générale que finalmente no logró concretarse y junto a sus amigos Roland Barthes y Henri Lefebvre fundó el grupo de conversación «Argumentos».
Comenzó una relación con Paulette Pétras, con quien se casó en 1960 para poder instalarse juntos durante un año en la ciudad tunecina de Sfax, donde ella había sido contratada como profesora.
Entre 1962 y 1979 trabajó por un modesto salario como bibliotecario archivista en el Laboratoire Associe 38 del Departamento de Neurofisiología del Centro Nacional para la Investigación Científica de Francia (CNRS), especializado en la investigación médica. Completaba su salario como articulista en distintos y variados medios.
A fines de 1960 comenzó a escribir guiones para teatro y radioteatro, colaborando con Eugen Helmle —uno de sus traductores— y el músico Philippe Drogoz.

### Carrera artística y madurez
Su primera novela editada, Las cosas, está inspirada en su relación con Paulette Pétras y su viaje a Sfax a comienzos de 1960. Publicada en 1965, por ella fue reconocido con el Premio Renaudot.
Ingresó oficialmente al grupo Oulipo («Ouvroir de littérature potentielle», en español «Taller de literatura potencial») en 1967. En este grupo, fundado en 1960 por Raymond Queneau y François Le Lionnais, y que buscaba explotar la literatura sobre la base de métodos formales provenientes de otras áreas, como las matemáticas, la lógica o el ajedrez, Perec desarrolló su pasión por los juegos de palabras, lipogramas, anagramas y rompecabezas, que marcaron toda su obra venidera. Perec es el autor del palíndromo más largo escrito en idioma francés, terminado en 1969 y conformado por más de cinco mil caracteres.
Perec también se interesó en el cine. Sus primeros intentos de proyectos cinematográficos datan al menos de 1962. Su primera película, Un homme qui dort se basó en su novela homónima Un hombre que duerme, y fue codirigida por Bernard Queysanne, obteniendo el Premio Jean Vigo en 1974. Perec también se dedicó a la creación de crucigramas para el semanario Le Point.
En 1976 se enamoró de la cineasta francesa Catherine Binet, con quien estuvo hasta su muerte.
En 1978 publicó su obra más reconocida, La vida instrucciones de uso, galardonada con el Premio Médicis, cuyo éxito le permitió dedicarse desde entonces plenamente a la literatura.
En abril de 1981, la embajada de Francia en Polonia oriental invitó a tres escritores para participar en encuentros con lectores en distintas ciudades de dicho país. Los escogidos fueron Perec, su amigo Serge Fauchereau (a quien conocía desde 1965 en Les Lettres Nouvelles) y Claude Roy, unos veinte años mayor y que fue acompañado por su esposa la actriz Loleh Bellon. Durante el viaje a los orígenes de su familia, Perec tomó abundantes anotaciones y pidió a Fauchereau que tomara numerosas fotografías, en aras de un proyecto de libro que no saldría a la luz. Poco después Perec permaneció en la Universidad de Queensland, Australia en donde pasó un mes como escritor residente en el departamento francés en 1981 y unas semanas de viaje por el país. A su regreso a Francia, en febrero de 1982 le diagnosticaron un cáncer de pulmón que ya había hecho metástasis, por lo que no era operable. Perec falleció por esta causa al mes siguiente, unos días antes de cumplir los 46 años de edad. Sus restos yacen en el cementerio del Père-Lachaise.
Perec publicó en vida alrededor de una veintena de obras de distintos géneros narrativos, y dejó un abundante material inédito, que se ha continuado publicando desde su muerte. Al momento de su muerte, dejó incompleta la novela 53 Jours (53 días), un homenaje a Stendhal que pensaba escribir en 53 días, la misma cantidad de días que se supone tardó su coterráneo en escribir La cartuja de Parma.

## Estilo

Ambigrama de Georges Perec

En su escritura Perec da prioridad al estilo sobre la trama. En ella abundan los momentos de diversión, juego y felicidad. Sin embargo, los efectos de la guerra en su infancia dejaron en él una huella indeleble, que se muestra de manera transversal en varios de sus trabajos, la mayoría de ellos con un importante contenido autobiográfico, destacándose en este sentido W o el recuerdo de la infancia o Me acuerdo. Perec suele utilizar diversas características formales (temáticas, aritméticas, geométricas), que Bernard Magné denomina «anclajes» y que tienen fuertes ecos autobiográficos. Para escritores y académicos como Jorge Fondebrider o José Manuel Mouriño, el esfuerzo por recuperar sus propios recuerdos de primera infancia, junto a los años que le preceden, están fuertemente arraigados a una infancia traumática, en la que el autor se vio obligado a olvidar las tradiciones judías de su familia. Además de este interés autobiográfico, en un texto titulado «Notas sobre lo que busco», el mismo Perec añade otros tres intereses en su escritura, no excluyentes con el anterior: lo sociológico (Las cosas, Especies de espacios, Pensar/Clasificar), el ejercicio oulipiano y las formas novelescas (El secuestro, La vida instrucciones de uso).
El propio Perec se consideró un escritor realista, en el sentido que escribía acerca de cosas muy específicas pertenecientes a sus propias vivencias, a sus recuerdos o a la memoria colectiva, despojando a lo descrito, enumerado o clasificado minuciosamente de toda presunción o discriminación. Para el crítico Rafael Conte, esta falta de solemnidad en su escritura se debe en parte al tono familiar, personal, ligero y transparente de su prosa. Asimismo, pese a la complejidad de algunas estructuras de sus libros, Conte comenta que la lectura de Perec es sencilla y al mismo tiempo trascendente. Este interés de Perec por lo cotidiano también era compartido por sus contemporáneos Roland Barthes o los miembros del Collège de sociologie, los cuales sin embargo no abordaban el tema desde un contexto literario, sino más intelectual. Para Alberto Ruiz de Samaniego, Perec optó escribir sobre los lugares comunes y los «no lugares», sobre lo insignificante y aquellos objetos que la vista no suele retener, debido a las traumáticas y ya mencionadas pérdidas de su infancia, las cuales están asociadas con la carencia de recuerdos. El autor prefería escribir sobre objetos urbanos y creados por el hombre, más que sobre objetos naturales. En él el detalle es siempre más que el conjunto, y «la fisicidad de lo real se impone por sobre la significancia o el uso».
Un interés adicional del autor, transversal a toda su obra pero especialmente notorio en Especies de espacios, es el de la distribución espacial de las personas, las cosas y los eventos, con respecto al espacio en que están insertos. Para Guadalupe Nettel, estas relaciones espaciales le permiten al autor reflexionar tanto sobre la identidad individual de sus personajes, como sobre el recurso de la memoria, lo que se puede ver por ejemplo en Lo infraordinario. El espacio también suele utilizarlo como «prisión mental», como ocurre en sus novelas El Condotiero, Un hombre que duerme, La vida instrucciones de uso y en algunos otros de sus textos.
El uso de pinturas e imágenes también son recurrentes en su obra, donde son utilizadas como herramientas metatextuales. El catálogo, la imagen y la écfrasis, los espacios, la réplica y lo falso en la obra de Perec son para de Samaniego formas de resguardar la memoria. Perec también recurre mucho a la polisemia, en el uso de anagramas, hipogramas, entre otros recursos lingüísticos. El autor investigó nuevas maneras de acercar al lector al proceso mismo de la escritura, e invita a través de sus libros a que los lectores asuman un rol más activo. En parte con este fin, el autor utiliza mucho el recurso de la fragmentación, es decir, la división del contenido de sus obras en porciones de textos breves.
En cuanto a su obra cinematográfica, precedida de algunos proyectos radiofónicos, si bien Perec no alcanzó a desarrollar un montaje característico, sí le da una gran importancia al recurso del travelling. Sus trabajos se pueden relacionar con las Ursonate de Kurt Schwitters, precursoras de la poesía fonética, así como con las películas de Alan Berliner y Alain Resnais, director de Hiroshima mon amour (1959).

## Influencias
Perec gustaba de la novela detectivesca de tradición inglesa, así como de varios escritores específicos, tales como Kafka, Leiris, Flaubert (con quien buscó un acercamiento en Las cosas), Julio Verne, Roussel o Queneau (estos últimos posibles precedentes de Perec en sus gustos por los juegos literarios).
Una de sus influencias más claras, sin embargo, está en el grupo francés de escritores y matemáticos Oulipo, del cual fue un prolífico integrante. En este grupo el escritor desarrolló su pasión por los juegos de palabras, lipogramas, anagramas y rompecabezas. De hecho, su obra más ambiciosa, La vida instrucciones de uso, está dedicada a la memoria de Raymond Queneau, cofundador del grupo Oulipo. En su obra abunda el uso de distintos tipos de  «constricciones», en particular las lingüísticas (fonéticas, semánticas y prosódicas) y las algorítmicas (conceptos de aritmética y geometría, poesía heterogramática, entre otras).
Perec recibe además una clara inspiración de las artes visuales. El autor parece sentir un gusto especial por los trampantojos y tener una fuerte relación con los artistas plásticos contemporáneos, si bien prefiere la pintura realista a la abstracta y a la surrealista.

## La huella de Perec

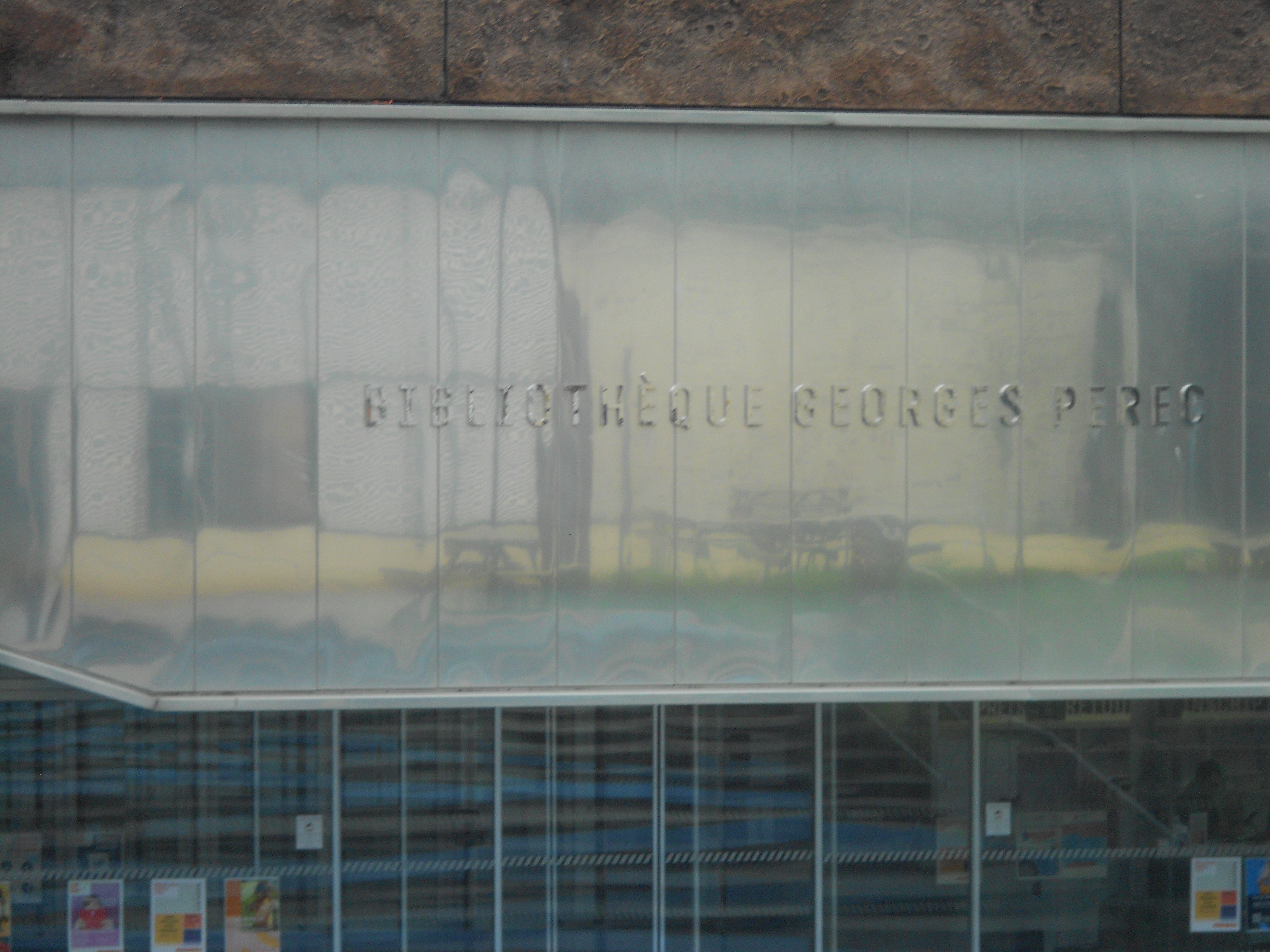
Biblioteca Georges Perec, en el campus Marne-la-Vallée de la nueva Universidad Gustave Eiffel

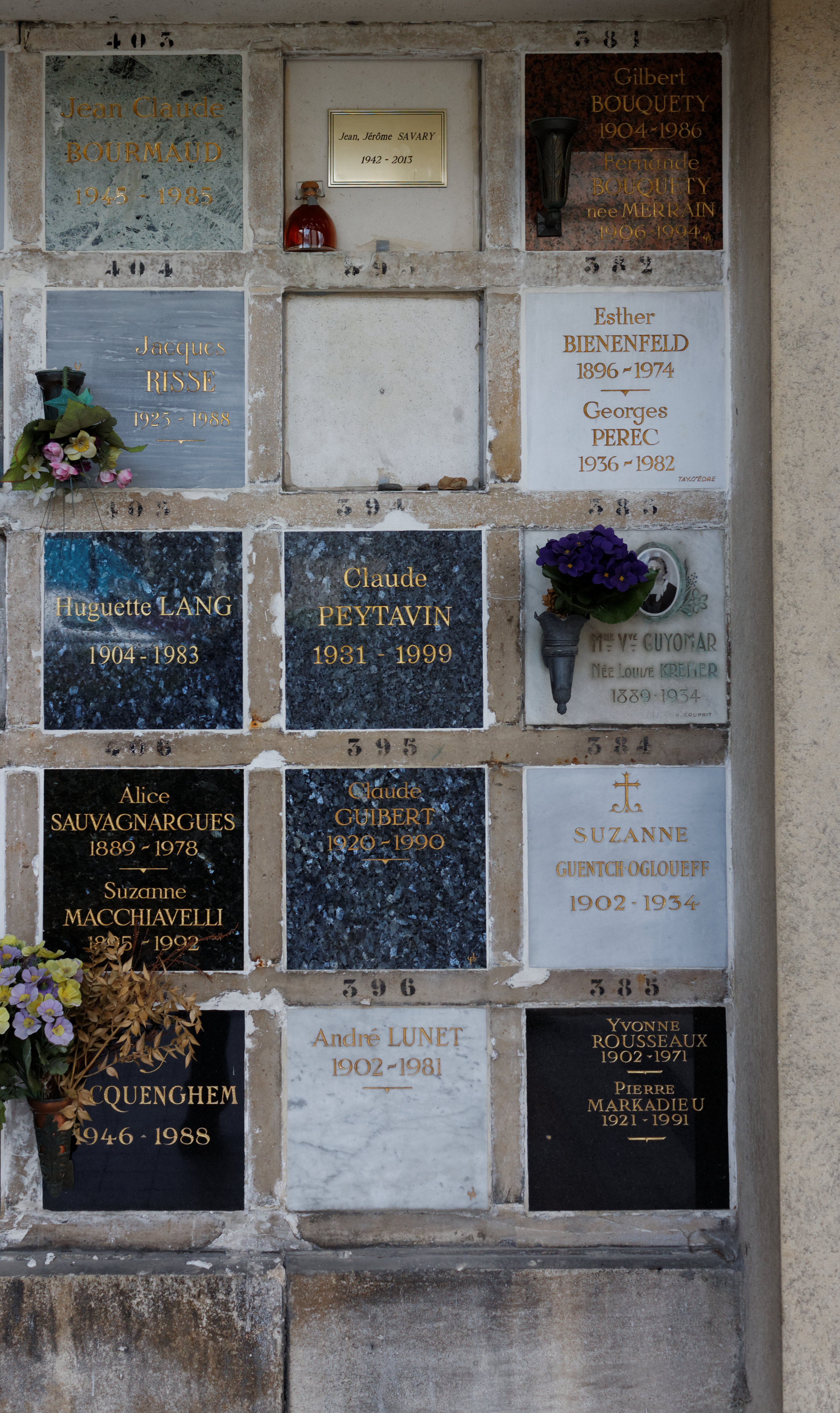
La tumba de Perec (segunda fila a la derecha) en el Cementerio del Père-Lachaise, compartiendo lugar con la de su tía Esther, quien lo crio tras la muerte de sus padres.

Antes de morir, Perec ya gozaba de un cierto prestigio en su país. Su obra ha influenciado a otros escritores franceses tales como Antoine Bello y Olivier Rolin. En 1994, la pequeña calle «P/20» del XX Distrito de París fue renombrada como la «rue Georges Perec».
En castellano, así como en otros idiomas, el escritor comenzó a hacerse más conocido sobre todo luego de su muerte. Desde entonces, su obra ha influido hondamente en varios escritores de la narrativa contemporánea. Para Italo Calvino, Perec es «una de las personalidades literarias más singulares del mundo, al punto de que no se parece a nadie en absoluto». Roberto Bolaño, en una carta dirigida a Enrique Vila-Matas, escribió que «Georges Perec es, sin duda, el novelista más grande de la segunda mitad del siglo XX», y este último, por su parte, declaró que «entre los libros que me cambiaron la vida estuvieron siempre los de Perec. Recuerdo haberlos leído con fascinación». Una admiración similar mantienen escritores como Mario Bellatín, entre otros.
El escritor también es considerado una fuente de inspiración para artistas de otras disciplinas, en particular artistas plásticos contemporáneos y conceptuales, entre los que se pueden mencionar el cineasta Raúl Ruiz, Wim Delvoye, Marc Winckler, Christian Boltanski, Sophie Calle, Valérie Mréjen o Édouard Levé.
Desde principios de los años 1990, pero sobre todo desde comienzos del siglo XXI, varias exposiciones artísticas sobre Perec se han organizado en distinguidos museos, tales como el Museo de Arte Contemporáneo de Burdeos (1990), el Museo de Arte Moderno de París (2000) o el Museo de Bellas Artes de Nantes (2007-2008) y de Dole (2007-2008). En la actualidad, diversas compañías de teatro, clubes y asociaciones de vecinos se han ido creando y desarrollando alrededor de su obra.

### Association Georges Perec
La Association Georges Perec es una organización dedicada a la difusión y estudio de la obra del escritor francés. Fue creada en 1982, pocos meses después de su muerte, por el estudioso Eric Beaumatin, inspirado por Bernard Magné. Esta organización, ubicada físicamente desde 1984 en una oficina de la Biblioteca del Arsenal, organiza exposiciones, conferencias y congresos, además de recibir a investigadores, clasificar y recopilar la documentación existente, y realizar publicaciones académicas regulares en torno a la obra de Perec. Tal ha sido el éxito de su empresa, que con los años ha ido extendiendo su misión al trabajo de otros miembros de Oulipo.

## Obra literaria
La obra literaria de Perec es abundante y diversa. Incluye novelas, ensayos, poesía, obras de teatro, guiones y otros libros misceláneos. Su primera novela acabada fue El Condotiero, la que sin embargo fue publicada póstumamente en 2012. Antes de este libro, Perec ya había escrito otros proyectos de novela menos logrados, algunos de los cuales se han seguido publicando póstumamente, como es el caso de L'Attentat de Sarajevo, aparecido en 2016.

### Libros
- 1965 - Les choses: Une histoire des années soixante (Las cosas: Una historia de los años sesenta, 1967)
- 1966 - Quel petit vélo à guidon chromé au fond de la cour? (¿Qué pequeño ciclomotor de manillar cromado en el fondo del patio?, 2009)
- 1967 - Un homme qui dort (Un hombre que duerme, 1990)
- 1969 - La Disparition (El secuestro, 1997)
- 1972 - Les Revenentes
- 1973 - La boutique obscure. 124 rêves (La cámara oscura: 124 sueños, 2010)
- 1974 - Espèces d'espaces (Especies de espacios, 1999)
- 1974 - Ulcérations
- 1975 - W ou le souvenir d'enfance (W o el recuerdo de la infancia, 1987)
- 1975 - Tentative d'épuisement d'un lieu parisien (Tentativa de agotar un lugar parisino, 1992)
- 1976 - Alphabets. Cent soixante-seize onzains hétérogrammatiques
- 1978 - Je me souviens: Les choses communes I (Me acuerdo, 2006)
- 1978 - La vie mode d'emploi (La vida instrucciones de uso, 1988)
- 1979 - Les mots croisés précédé de Considérations de l'auteur sur l'art et la manière de croiser des mots
- 1979 - Un cabinet d'amateur (El gabinete de un aficionado, 1989)
- 1980 - La clôture et autres poèmes
- 1980 - Récits d'Ellis Island (Ellis Island, 2004)
- 1981 - Théâtre I. La Poche Parmentier précédé de l'Augmentation (El aumento, seguido de: El arte de abordar a su jefe de servicio para pedirle un aumento, 2009)

### Libros póstumos
- 1982 - Épithalames
- 1985 - Penser/Classer (Pensar/Clasificar, 1986)
- 1986 - Les Mots croisés II
- 1989 - «53 jours» (53 días, 1990)
- 1989 - Vœux
- 1989 - L'Infra-ordinaire (Lo infraordinario, 2008)
- 1990 - Je suis né (Nací: textos de la memoria y el olvido, 2006)
- 1991 - Cantatrix sopranica L. et autres récits scientifiques
- 1992 - L. G., une aventure des années soixante (L. G. Una aventura de los años sesenta, 2019)
- 1993 - Le voyage d'hiver (El viaje de invierno, 2004)
- 1994 - Beaux présents, Belles absentes
- 1996 - What a man !
- 1997 - Perec/rinations
- 1999 - Jeux intéressants
- 1999 - Nouveaux jeux intéressants
- 2002 - Georges Perec, Romans et récits
- 2003 - Entretiens et conférences
- 2008 - L'art et la manière d'aborder son chef de service pour lui demander une augmentation (El aumento, seguido de: El arte de abordar a su jefe de servicio para pedirle un aumento, 2009)
- 2012 - Le Condottière (El Condotiero, 2013)
- 2012 - En dialogue avec l'époque et autres entretiens (1965-1981)
- 2016 - L'Attentat de Sarajevo (El atentado de Sarajevo, 2017)
- 2022 - Lieux (Lugares, 2025)

### Traducciones
- 1975 - Les verts champs de moutarde de l'Afghanistan (de Tlooth, Harry Mathews)
- 1980 - Textos de Vingt Poètes Américains: «The Scruple Shop» (pp. 291–295), «The Battle» (p. 297), «Deathless, Lifeless» (pp. 301–303), «The Swimmer» (pp. 303–307) (de Harry Mathews; Jacques Roubaud y Michel Deguy (eds.), Gallimard)
- 1981 - Le naufrage du stade Odradek (de The Sinking of the Odradek Stadium, Harry Mathews)

## Filmografía
Si bien la primera película de Perec se estrenó en 1974, sus primeros proyectos cinematográficos comenzaron al menos en 1962. Además de los trabajos cinematográficos listados a continuación, Perec escribió guiones para teatro y radioteatro.

### Director
- 1974 - Un homme qui dort (con Bernard Queysanne)
- 1978 - Les lieux d'une fugue

### Guionista
- 1974 - Un homme qui dort (adaptación de Un hombre que duerme)
- 1975 - Ahô... au coeur du monde primitif
- 1977 - «L'oeil de l'autre»
- 1978 - Les lieux d'une fugue
- 1979 - Serie negra (con Alain Corneau; adaptación de Una mujer endemoniada de Jim Thompson)
- 1979 - Retour à la bien-aimée
- 1980 - Récits d'Ellis Island

## Premios
- 1965 - Premio Renaudot por Las cosas.
- 1974 - Premio Jean Vigo por Un homme qui dort (junto a Bernard Queysanne).
- 1978 - Premio Médicis por La vida instrucciones de uso.
- 1980 - Nominado al Premios César por guion de Serie negra (junto a Alain Corneau).